# Breitachklamm

In der Breitachklamm

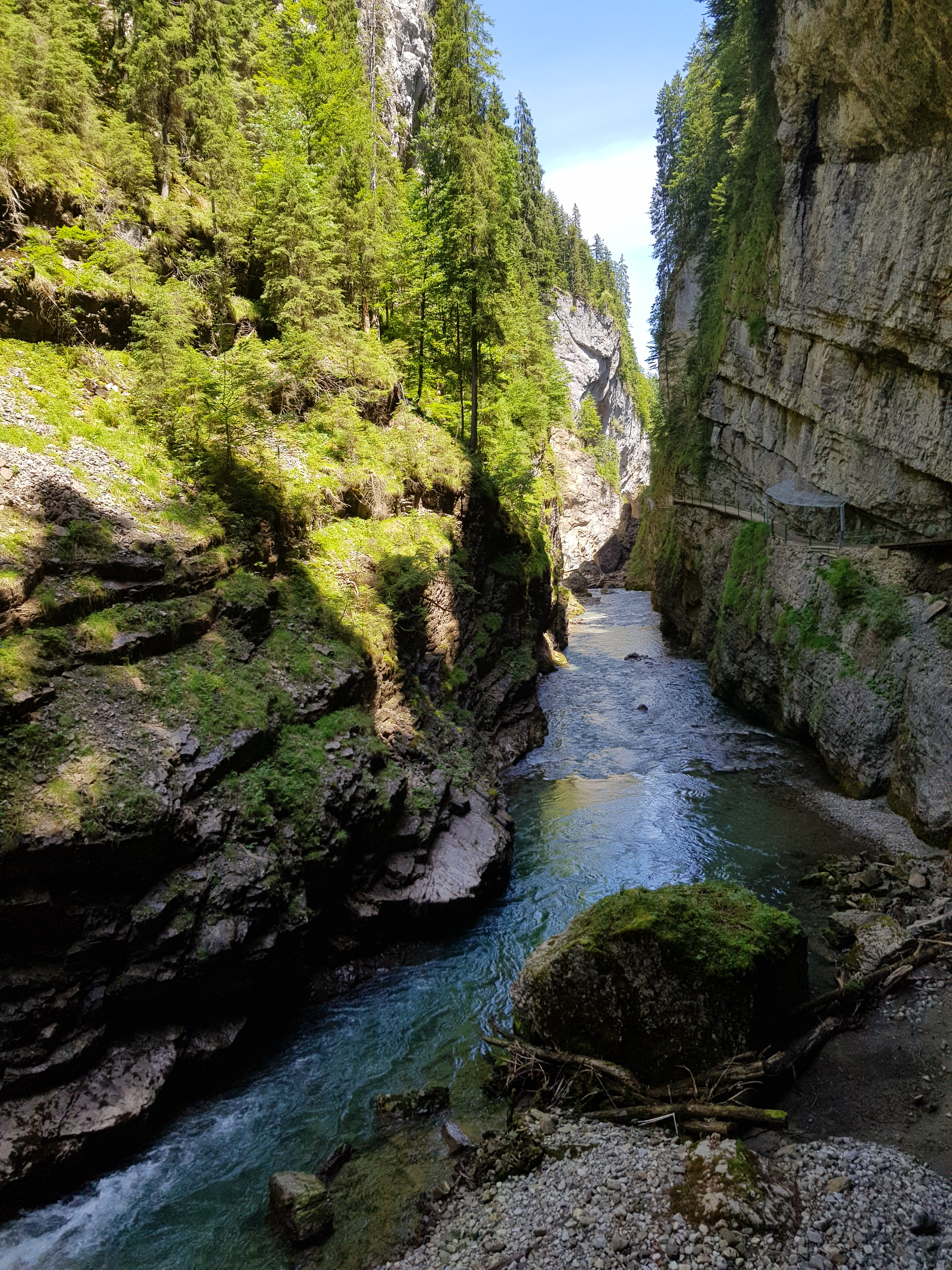
Oberes Ende der Breitachklamm

Die Breitachklamm ist eine durch die Breitach geschaffene Klamm im Allgäu. Sie liegt am Ausgang des Kleinwalsertals bei Tiefenbach, einem Ortsteil der Gemeinde Oberstdorf. Der untere Eingang in Tiefenbach befindet sich bei 47° 24′ 9,4″ N, 10° 13′ 44″ O, der obere Zustieg liegt nahe der Walserschanz bei 47° 23′ 12,8″ N, 10° 13′ 44,4″ O in Österreich.
Sie ist – neben der Höllentalklamm – die tiefste Klamm der Bayerischen Alpen und die tiefste Felsenschlucht Mitteleuropas. Jährlich begeben sich rund 300.000 Besucher auf den 2,5 km langen Wanderweg durch die Klamm.
Im Frühjahr und im Herbst hat die Breitachklamm für mehrere Wochen geschlossen. In dieser Zeit finden Felsräum- und Reparaturarbeiten statt, um die Sicherheit für Besucher und Mitarbeiter zu gewährleisten.
Die Breitachklamm ist vom Bayerischen Landesamt für Umwelt als Geotop (Geotop-Nummer: 780R017) ausgewiesen.

## Entstehung
Wenn schnellfließendes Wasser große Massen an Geröll mit sich reißt, fräst sich der Fluss wie ein Keil in den Boden und eine Schlucht entsteht. Wenn extrem schnellstürzendes Wasser auf das Gestein trifft, wird die extremste Form der Schlucht gebildet – eine Klamm. Somit ist die Breitachklamm eine besonders starke Eintiefung der Breitach in die teilweise überhängenden Felsschichten.
Meist findet man eine Klamm am Ende eines so genannten Hängetals. Hängetäler entstanden während der Eiszeit aus Seitentälern der großen Gletscherströme. Weil der Hauptgletscher sich stärker ins Gelände eintieft als die Seitengletscher, bleibt nach dem Rückgang der Eismassen ein Höhenunterschied zwischen dem Haupt- und dem Seitental. Je nach Höhenunterschied kann an diesem Übergang so im Laufe der Jahrtausende eine Klamm entstehen.
Die Entstehung der Breitachklamm begann nach derzeitigen Erkenntnissen am Ende der Würm-Eiszeit vor ca. 10.000 – 15.000 Jahren und sie ist noch immer in Bewegung. Man geht davon aus, dass die Breitach sich täglich um einen millionsten Millimeter in den Fels arbeitet. Die Gletscher hatten das weiche Gestein abgetragen und das harte Gestein blieb stehen. Als die Gletscher geschmolzen waren, schnitt sich die Breitach in das harte Gestein ein. Dies geschah auf einer Länge von 2,5 km und ca. 150 m tief in das Gestein hinein.

## Felssturz 1995 und Alpenhochwasser 2005
Am 23. September 1995 um 6:00 Uhr kam es zu einem Felssturz, in dessen Folge etwa 50.000 m³ Fels und Geröll in die Schlucht stürzten. Daraufhin stauten sich 300.000 m³ Wasser etwa 30 m hoch an. Am 23. März 1996 um 11:30 Uhr brach das Wasser durch, verwüstete die Klamm vollständig und richtete Schäden in Höhe von rund 300.000 DM an.
Beim Alpenhochwasser 2005 wurde  am 23. August 2005 der höchste Wasserstand mit 6,60 Meter über der Brücke verzeichnet.

## Erschließung

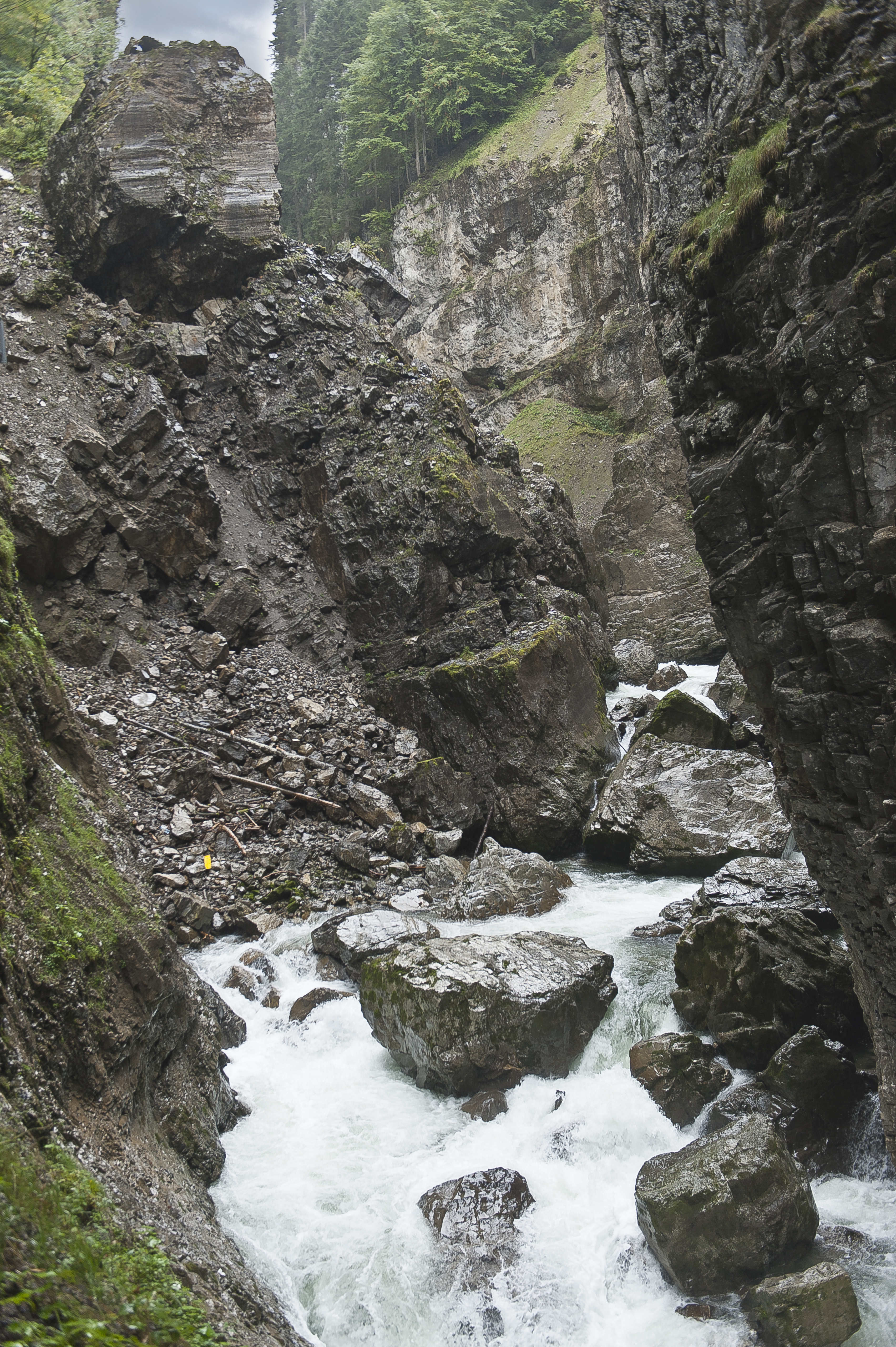
Felssturz von 1995

Am Ende des 19. Jahrhunderts gab es erfolglose Versuche, die Breitachklamm begehbar zu machen. Der junge Tiefenbacher Pfarrer Johannes Schiebel nahm schließlich die Erschließung der Klamm in seine Hände, suchte Geldgeber und gründete den Breitachklammverein eG. Er tat dies, um seiner armen Gemeinde eine Einnahmequelle zu verschaffen und den beginnenden Alpentourismus anzukurbeln.
Die erste Sprengung wurde am 25. Juli 1904  durchgeführt, am 4. Juli 1905 wurde die begehbare Breitachklamm eingeweiht.
Im Dezember 2004 wurde ein neues Eingangsgebäude in Tiefenbach in Betrieb genommen. Im Oktober 2005 wurde dort eine Außenstelle der Bergschau untergebracht, die sich mittels interaktiver Modelle mit der Wirkung von Wasser auf die Berge beschäftigte. Das plastische Modell ist nicht mehr aktiv. Ausstellungstafeln informieren weiterhin über die Entstehungsgeschichte der Klamm und Wissenswertes zu Klammen / Schluchten, Geologie, Gesteinsformen, Tieren in der Breitachklamm etc.
Das Gebäude an der Walserschanz steht seit 2013 leer und wurde 2016 mitsamt angrenzendem Areal vom Breitachklammverein erworben. Seitdem wurden zahlreiche Nutzungskonzepte untersucht und Szenarien entwickelt, wie der Standort attraktiviert und weiter geführt werden kann.

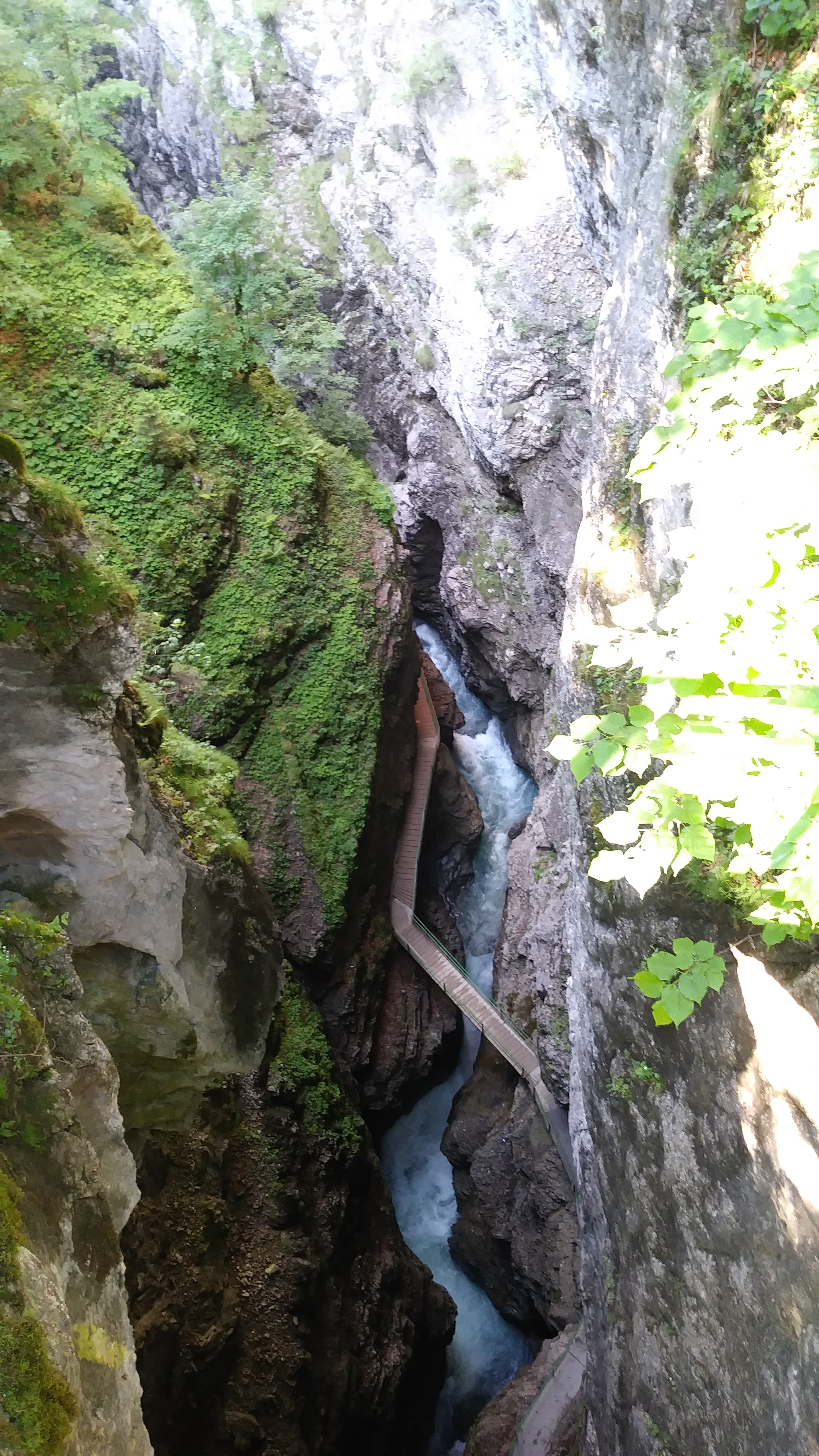
Blick vom Zwingsteg in die Klamm